# Долно Госкова
Долно Госкова или Долно Госково (на албански: Goskova e Poshtëme или Goskovë e Poshtëme) е село в Албания, част от община Корча, област Корча.

## География
Селото е разположено на 8 километра западно от град Корча.

## История
В XV век в Госкова са отбелязани поименно 75 глави на домакинства. Селото се споменава в османски дефтер от 1530 година под името Госкова, спахийски зиамет и тимар, с 5 ханета мюсюлмани, 4 мюсюлмани ергени, 62 ханета гяури, 7 ергени гяури и 9 вдовици гяурки.
На Етнографската карта на Битолския вилает на Картографския институт в София от 1901 година Долно Гасково е чисто албанско мюсюлманско село в Корчанската каза на Корчанския санджак със 75 къщи.
До 2015 година е част от община Воскоп.